# Brutil Hose
Brutil Hose (nacido el 9 de octubre de 1979) es un exfutbolista profesional e internacional absoluto con la selección de fútbol de Curazao que se desempeñaba en el terreno de juego como delantero.

## Trayectoria
- CRKSV Jong Colombia  1997-1998

- AFC Ajax  1998-2003

- De Graafschap  2001-Préstamo

- Sparta Rotterdam  2002-Préstamo

- FC Dordrecht  2003-2004

- Al-Wakrah SC  2004-2005

- Sarawak FA  2006-2007

- VV Haaglandia  2007-2010

## Vida personal
Con 18 años de edad Brutil Hose llega al AFC Ajax de la Eredivisie el máximo nivel a nivel profesional del fútbol holandés, 
debutando el 18 de noviembre de 1998 con un contrato de 5 años en el club, marcando en total 5 goles en el equipo.